# Brunlångöra
Brunlångöra, tidigare även långörad fladdermus (Plecotus auritus) är en fladdermusart i familjen Vespertilionidae (läderlappar).

## Utseende
En liten fladdermus med mycket stora öron, som kan bli närmare 4 cm långa. Vingbredden är 22 – 29 cm, kroppslängden (huvud och bål) 4 – 5 cm och vikten upp till 13 g.
Pälsen är gråaktig med bruna inslag på ovansidan, ljusgrå under. Kallas även brun långörad fladdermus.
Svansen är ofta lite längre än huvud och bål tillsammans och de flesta exemplar väger mellan 6 och 9 g.

## Vanor
Den jagar sent, först när det blivit ordentligt mörkt. Jaktflykten är långsam, arten flyger fram och tillbaka och ryttlar gärna. Födan består av myggor, flugor och småfjärilar. Den är en god klättrare och kan också ta sig fram på marken.
Arten finns framför allt i ej alltför gles skog, men också i parklandskap och andra planterade biotoper.
Den övervintrar gärna inomhus, som i kyrkor, ladugårdar, på vindar och under takbeklädnad. Även dagvistet förläggs gärna på liknande ställen.
Vid viloplatsen kan det bildas kolonier med upp till 50 medlemmar eller i undantagsfall upp till 100 exemplar. Ofta används ett annat gömställe för vinterdvalan än för fortplantningen men de ligger inte långt ifrån varandra. Honor föder främst vid slutet av juni en eller två ungar och cirka 6 veckor senare kan ungarna flyga. Förmågan att fortplanta sig har de efter ett eller två år.

### Läte
Lätet är ett svagt knäppande på omkring 50 kHz. Den har dessutom ett nätt och jämnt hörbart smackande (omkring 20 kHz). Detta kan höras av unga människor, men ej av äldre.

## Utbredning
Brunlångöra finns i större delen av Europa, men saknas i större delen av området kring Medelhavet och i de allra nordligaste delarna. Dessutom finns den i Nordafrika och Asien. Finns i Sverige från Skåne upp till sydligaste Norrland. Mycket vanlig i södra Sverige, betydligt glesare i Svealand.
I Sverige är alla fladdermusarter fridlysta.